# Hírszerző Ügynökség (Lengyelország)
A Hírszerző Ügynökség (lengyelül Agencja Wywiadu, rövidítve AW) Lengyelország polgári hírszerző szervezete, amely a külföldi bizalmas és nyílt információk megszerzésével és elemzésével segíti a lengyel kormány döntéshozatali munkáját. Az AW-t 2002. június 29-én hozták létre a feloszlatott Államvédelmi Hivatal (UOP) Hírszerző Igazgatóságából.

## Vezetői
- Zbigniew Siemiątkowski (2002. június 28. – 2004. május 11.)
- Andrzej Derlatka, megbízott (2004. május 11. – 2004. augusztus 11.)
- Andrzej Ananicz (2004. augusztus 11. – 2005. november 24.)
- Zbigniew Nowek (2005. november 24. – 2008. január 22.)
- Andrzej Ananicz (2008. március 5. – 2008. június 7., megbízott)
- Maciej Hunia (2008. augusztus 11-től, 2008. június 7. – 2008. augusztus 11. között megbízott)